# Shannon (Formula–1)
A Shannon, teljes nevén Shannon Racing Cars egy már megszűnt Formula–1-es konstruktőr. Mindössze egy versenyen indult, és egyetlen versenyzője, Trevor Taylor azon sem tudott egyetlen kört sem megtenni.

## Teljes Formula–1-es eredménylistája
(Táblázat értelmezése)

(Félkövér: pole-pozícióból indult; dőlt: leggyorsabb kört futott) 

| Év   | Kasztni      | Motor     | Gumi | Versenyző     | 1   | 2   | 3   | 4   | 5   | 6   | 7   | 8   | 9   | Pont | Poz. |
| ---- | ------------ | --------- | ---- | ------------- | --- | --- | --- | --- | --- | --- | --- | --- | --- | ---- | ---- |
| 1966 | Shannon SH 1 | Climax V8 | D    |               | MON | BEL | FRA | GBR | NED | GER | ITA | USA | MEX | 0    | -    |
| 1966 | Shannon SH 1 | Climax V8 | D    | Trevor Taylor |     |     |     | Ki  |     |     |     |     |     | 0    | -    |

## Külső hivatkozások
- Grand Prix Encyclopedia